# Seiersberg
Seiersberg était une commune autrichienne du district de Graz-Umgebung en Styrie.
Depuis le 1er janvier 2015, elle est incorporée dans la municipalité de Seiersberg-Pirka.